# 고이시카와 마사히로
고이시카와 마사히로(일본어: 小石川正弘, 1952년 ~ 2020년 8월 26일)는 일본의 천문학자이다. 12252 광주 등 여러 소행성을 발견했다.